# Terry McDermott
Terence "Terry" McDermott, född 8 december 1951 i Liverpool, England, är en engelsk assisterande manager och före detta fotbollsspelare (mittfältare), känd som en viktig kugge i lagmaskinen Liverpool FC under åren 1974-82 då han bland annat var med om att bli Europacupmästare tre gånger.